# 槽
在地質學上來說，槽是一種凹陷型的地質结构，它的特征是它的東西方向有一定的長度，而且它比海溝更平坦。槽可以是狹窄的盆地。地球上的海洋中有很多槽，稱為海槽。